# Guanacaste (tỉnh)
Guanacaste là một trong số bảy tỉnh của Costa Rica, với vị trí ở vùng tây bắc nước này. Phía tây giáp biển Thái Bình Dương; bắc giáp tỉnh Rivas của Nicaragua; đông là tỉnh Alajuela. Nam và đông nam giáp tỉnh Puntarenas. Với diện tích lớn nhưng dân số nhỏ nên đây là tỉnh thưa dân nhất của Costa Rica.
Diện tích Guanacaste là 10.141 km2 (3.915 dặm vuông Anh) với tổng số dân cư năm 2010 là 326.953 người. Thủ phủ của Guanacaste là Liberia. Các thị trấn khác là Cañas và Nicoya.

## Phân chia hành chính
Guanacaste được chia thành 11 tổng (cantón). Danh mục sau đây liệt kê 11 tổng và lỵ sở (phần trong ngoặc).
1. Liberia (Liberia)
2. Nicoya (Nicoya)
3. Santa Cruz (Santa Cruz)
4. Bagaces (Bagaces)
5. Carrillo (Filadelfia)
6. Cañas (Cañas)
7. Abangares (Las Juntas)
8. Tilarán (Tilarán)
9. Nandayure (Carmona)
10. La Cruz (La Cruz)
11. Hojancha (Hojancha)

Về mặt địa lý, Guanacaste chiếm phầnn lớn bán đảo Nicoya.